# Entreehek Klein Drakenstein
Het Entreehek Klein Drakenstein is een rijksmonument aan de Kloosterlaan 4 bij Lage Vuursche in de provincie Utrecht.
Het hek biedt toegang tot de buitenplaats Klein Drakenstein. Aan weerszijden staan twee rood bakstenen pijlers met hardstenen afdekplaat. Het dubbele, smeedijzeren spijlenhek dateert uit de tweede helft van de 20ste eeuw.